# Campeonato Alagoano de Futebol de 2015
O Campeonato Alagoano de Futebol de 2015 foi a 85º edição do campeonato profissional de clubes de futebol do estado de Alagoas. Teve início no dia 18 de janeiro de 2015. Foram disputadas três vagas para Copa do Brasil de 2016, duas vagas para Copa do Nordeste de 2016 e uma para a Série D de 2015.

## Regulamento
Na primeira fase que se chamara Copa Alagoas, apenas 7 times se enfrentam em jogos de ida, classificando-se para a segunda fase as 4 primeiras colocadas de melhor índice técnico, classificando-se as quatro primeiras equipes para as semifinais e respectivamente a final, a 1 colocada ganha uma vaga na Copa do Brasil de 2016.
Elas irão se juntar a Coruripe e CRB para a realização do segundo turno e distribuição de duas vagas para Copa do Brasil de 2016, duas vagas para Copa do Nordeste de 2016 e uma para a Série D de 2015. No segundo turno as equipes serão distribuídas em dois grupos A e B. Os 2 primeiros de cada grupo fazem a semifinal, os dois últimos no geral do segundo turno é rebaixado.
Na segunda fase que se chamara Copa Maceió, as oito equipes da primeira fase, juntamente com CRB e Coruripe sendo ambas cabeças de chaves do Grupo A e Grupo B respectivamente, serão divididos em dois grupos classificando-se as duas primeiras de cada grupo para as semifinais e finais respectivamente, assim conheceremos o campeão Alagoano de 2015.
O rebaixamento, as duas últimas associações colocadas na classificação geral na soma de pontos ganhos do Segundo Turno (Copa Maceió 2015), independente de que Chave as associações estejam, estarão automaticamente, rebaixadas para a 2.ª Divisão do Campeonato Alagoano de Profissional de 2016.

## Critérios de desempate
Em qualquer etapa da competição, em caso de igualdade na pontuação, são critérios de desempate:
- 1) mais pontos,
- 2) mais vitórias,
- 3) melhor saldo de gols,
- 4) confronto direto,
- 5) mais gols pró,
- 6) menos gols sofridos e
- 7) sorteio.

## Primeira Fase (Copa Alagoas)

### Classificação
- O Sport Atalaia desistiu da competição após a divulgação da tabela e é considerado o primeiro time rebaixado no Campeonato Alagoano 2015.[1]

## Fase Final
|  | Semifinais | Semifinais | Semifinais | Semifinais |       |     | Final | Final | Final | Final |
|  |            |            |            |            |       |     |       |       |       |       |
|  | ASA        | 2          | 2          | 4          |       |     |       |       |       |       |
|  | Murici     | 0          | 0          | 0          |       |     |       |       |       |       |
|  | Murici     | 0          | 0          | 0          |       | ASA | 0     | 1     | 1 (5) |       |
|  |            |            |            |            |       | ASA | 0     | 1     | 1 (5) |       |
|  |            | CSA        | 0          | 1          | 1 (3) |     |       |       |       |       |
|  | CEO        | CSA        | 0          | 1          | 1 (3) | 1   | 0     | 1     |       |       |
|  | CEO        |            |            |            |       | 1   | 0     | 1     |       |       |
|  | CSA        | 0          | 2          | 2          |       |     |       |       |       |       |

| Campeão Copa Alagoas 2015 |
| ------------------------- |
| ASA                       |

|  | Semifinais 25 a 27 de abril | Semifinais 25 a 27 de abril | Semifinais 25 a 27 de abril | Semifinais 25 a 27 de abril |   |          | Final 03 e 06 de maio | Final 03 e 06 de maio | Final 03 e 06 de maio | Final 03 e 06 de maio |
|  |                             |                             |                             |                             |   |          |                       |                       |                       |                       |
|  | CSA                         | 0                           | 1                           | 1                           |   |          |                       |                       |                       |                       |
|  | Coruripe                    | 1                           | 2                           | 3                           |   |          |                       |                       |                       |                       |
|  | Coruripe                    | 1                           | 2                           | 3                           |   | Coruripe | 1                     | 0                     | 1                     |                       |
|  |                             |                             |                             |                             |   | Coruripe | 1                     | 0                     | 1                     |                       |
|  |                             | CRB                         | 1                           | 2                           | 3 |          |                       |                       |                       |                       |
|  | ASA                         | CRB                         | 1                           | 2                           | 3 | 0        | 2                     | 2                     |                       |                       |
|  | ASA                         |                             |                             |                             |   | 0        | 2                     | 2                     |                       |                       |
|  | CRB                         | 2                           | 1                           | 3                           |   |          |                       |                       |                       |                       |

| Campeão Copa Maceió 2015 |
| Border                   |
| ------------------------ |
| CRB Campeão              |

## Artilharia
- Atualizado até 08 de maio de 2015.[2]

| Gols              | Jogador      | Time         |
| ----------------- | ------------ | ------------ |
| 11                |              |              |
| Daniel Cruz       | Santa Rita   |              |
| 10                |              |              |
| Alex Henrique     | ASA          |              |
| 8                 |              |              |
| Didira            | ASA          |              |
| 7                 |              |              |
| Fernando          | CRB          |              |
| Luiz Paulo        | CSE          |              |
| 6                 |              |              |
| Clebinho          | CRB          |              |
| 5                 |              |              |
| Alexsandro        | Murici       |              |
| Rafael Silva      | Santa Rita   |              |
| Reinaldo Alagoano | CSA          |              |
| 4                 |              |              |
| Kesley            | CSE          |              |
| Zé Paulo          | CSA          |              |
| 3                 |              |              |
| Alisson           | CEO          |              |
| Casagrande        | Coruripe     |              |
| Katê              | Murici       |              |
| Rafael Granja     | CSA          |              |
| Thiago Papel      | Coruripe     |              |
| Zé Carlos         | CRB          |              |
| 2                 | 11 jogadores | 11 jogadores |
| 1                 | 48 jogadores | 48 jogadores |

### Maiores públicos
Esses são os dez maiores públicos do Campeonato:
| Nº | Público[i] | Mandante | Placar | Visitante  | Estádio         | Data            | Rodada                              |
| -- | ---------- | -------- | ------ | ---------- | --------------- | --------------- | ----------------------------------- |
| 1  | 8.765      | CSA      | 0 – 0  | ASA        | Rei Pelé        | 11 de março     | Final (jogo de ida) (1ª Fase)       |
| 2  | 7.040      | CSA      | 2 – 0  | CEO        | Rei Pelé        | 08 de março     | Semifinal (jogo de volta) (1ª Fase) |
| 3  | 6.471      | ASA      | 1 – 1  | CSA        | Coaracy da Mata | 15 de março     | Final (jogo de volta) (1ª Fase)     |
| 4  | 6.353      | CSA      | 3 – 2  | Santa Rita | Rei Pelé        | 28 de janeiro   | 1ª Rodada (1ª Fase)                 |
| 5  | 6.032      | CSA      | 1 – 1  | CEO        | Rei Pelé        | 8 de fevereiro  | 4ª Rodada (1ª Fase)                 |
| 6  | 3.011      | CSA      | 1 – 1  | ASA        | Rei Pelé        | 18 de fevereiro | 6ª Rodada (1ª Fase)                 |
| 7  | 2.775      | CSA      | 1 – 1  | CSE        | Rei Pelé        | 22 de março     | 2ª Rodada (2ª Fase)                 |
| 8  | 2.727      | CSE      | 0 - 1  | CSA        | Juca Sampaio    | 4 de fevereiro  | 3ª Rodada (1ª Fase)                 |
| 9  | 2.278      | CSA      | 1 – 0  | Murici     | Rei Pelé        | 29 de março     | 4ª Rodada (2ª Fase)                 |
| 10 | 1.981      | CSE      | 5 –2   | Murici     | Juca Sampaio    | 28 de janeiro   | 1ª Rodada (1ª Fase)                 |

### Média de público
A média de público considera apenas os jogos da equipe como mandante.